# Conrad Friedrich Hurlebusch
Conrad Friedrich Hurlebusch, baptisé le 30 décembre 1691 à Brunswick et mort le 17 décembre 1765 à Amsterdam, est un compositeur allemand de musique baroque.

## Biographie
Conrad Friedrich Hurlebusch est baptisé le 30 décembre 1691 à Brunswick dans la principauté de Brunswick-Wolfenbüttel (duché de Saxe), dans le Saint-Empire romain germanique.
Il est formé par son père, Heinrich Lorenz Hurlebusch, qui était lui-même organiste et compositeur ainsi que par A. Coberg, élève de Dietrich Buxtehude.
Hurlebusch travaille à travers l'Europe, la plupart du temps pour donner des récitals comme claveciniste virtuose, mais également comme chef d'orchestre.
En 1715, il se trouve à Hambourg, puis à Vienne où il reste deux ans. En 1718, il arrive en Italie où il visite Massa en Toscane et Venise et, à partir du 21 octobre 1720, il accompagne Alderano Cybo-Malaspina, prince de Massa, à l'occasion d'un séjour à Rome, puis est de retour en Allemagne en 1721.
À partir de 1723, Hurlebusch est maître de chapelle à Stockholm pendant deux ans et, à partir de 1727, il travaille à nouveau à Hambourg.
En 1743, il s'installe à Amsterdam dans la république des Sept Provinces-Unies des Pays-Bas pour occuper le poste d'organiste à l'Oude Kerk d'Amsterdam, une charge qui avait été occupée dans le passé par Jan Pieterszoon Sweelinck et qu'il occupera jusqu'à sa mort.
Conrad Friedrich Hurlebusch meurt le 17 décembre 1765 à Amsterdam.

## Œuvre
De par son origine cosmopolite, Hurlebusch était familiarisé à de nombreux styles musicaux italiens (Arcangelo Corelli, Antonio Vivaldi), mais il restait également ouvert à des développements plus récents comme le style galant des années 1730 et 1740.
Son œuvre comprend des œuvres pour clavecin, des cantates, des arias d'opéras perdus, des arrangements pour orgue de mélodies de psaumes, des concertos pour divers instruments et un concerto pour clavecin,. Ses œuvres imprimées ont été publiées à Amsterdam, mais de nombreux manuscrits ont été perdus.
Comme œuvres pour clavecin solo de Conrad Friedrich Hurlebusch, le claveciniste néerlandais Ton Koopman cite :
- Opera scelte per il clavicembalo op. 1 (Amsterdam, vers 1733) ; édition pirate par l'éditeur Witvogel.
- Compositioni musicali per il cembalo (Hambourg, vers 1735), édition complète par le compositeur qui était en vente à la maison de Jean-Sébastien Bach à Leipzig ;
- 150 Psalmen Davids met der zelver lofgezang, gemaakt voor het klavier en orgel (Amsterdam, 1746) ;
- VI Sonate di cembalo op. 5 ;
- VI Sonate di cembalo op. 6 ;
- 10 œuvres pour clavecin conservées dans le manuscrit Keyboard Book of Quirijn and Jacoba Elizabeth van Bambeek van Strijen de 1752.

Pour Ton Koopman, Hurlebusch était « un bon compositeur, pas un compositeur brillant, mais il était capable d'une belle variété et d'une belle invention ».

## Enregistrements
- Baroque Concerti From the Netherlands, œuvres de Johann Christian Schickhardt, Anton Wilhelm Solnitz, Albertus Groneman, Willem de Fesch et Conrad Friedrich Hurlebusch par l'ensemble Musica ad Rhenum (NM Classics, 1993)